# Love Me like You Do
Love Me like You Do è un singolo della cantante britannica Ellie Goulding, pubblicato il 7 gennaio 2015 come secondo estratto dalla colonna sonora del film Cinquanta sfumature di grigio.

## Descrizione
La canzone è stata scritta da Max Martin, Tove Lo, Savan Kotecha, Ilya Salmanzadeh e Ali Payami e prodotta dallo stesso Max Martin.
Sulla copertina del singolo si staglia il viso della protagonista del film, Anastasia Steele, in uno scatto dal naso fino al collo con al centro le labbra arricciate strette in un morso.
Nel film Cinquanta sfumature di grigio viene utilizzata una versione differente del brano.

## Video musicale
Il videoclip si apre con il primo piano di un pavimento su cui è proiettata l'ombra del lungo tronco di un candeliere su cui si profila la sagoma in controluce dell'artista, prima di essere avvolta dalla luce che proviene dalle vetrate del grande portone su cui si affaccia il corridoio che sta percorrendo, e penetra all'interno dell'arco della galleria. Esso giganteggia sopra di lei per poi aprirsi su un immenso salone sormontato da una cupola, dal cui centro pende un lungo lampadario su cui si apre una grande scalinata, affiancata da statue in marmo, per poi diramarsi in altre due gradinate su cui scorre un tappeto rosso direzionato verso un ballatoio. La telecamera vira quindi nel camerino di Christian Grey (protagonista del film), dove contro una parete illuminata sono appese le stampelle su cui pendono le sue giacche e camicie. Viene inquadrato di spalle a torso nudo mentre avvolge il braccio in una camicia bianca e aprendo un cassetto ricco di cravatte se ne avvolge una intorno al collo. Inoltre nel video vengono mostrate alcune scene del film.
Il 29 febbraio 2016 il video raggiunge il traguardo di un miliardo di visualizzazioni su YouTube.

## Accoglienza
Il brano ha ricevuto l'elogio generale dei critici musicali. Samantha Grossman della rivista Time ha definito il brano "bollente" e l'ha considerato "un significativo slancio alla colonna sonora di Cinquanta sfumature di grigio". Ryan Reed del Rolling Stone è stato del parere che "i risultati [del brano] sono grandiosi, considerando la materia sensuale del film". Jim Farber dal Daily News ha scritto che "con la sua voce da bambina smarrita, la Goulding suona dolce". Love Me like You Do viene considerata la seconda migliore canzone d'amore in assoluto dopo This Magic Moment dei Drifters da Time Out.

## Successo commerciale
La canzone ha raggiunto la prima posizione della classifica ufficiale inglese. In più il brano è stato in vetta alla classifica dei singoli più venduti su iTunes in 33 paesi. In Italia ha ricevuto cinque dischi di platino nel 2017.
Love Me like You Do ha esordito in vetta alla Official Singles Chart vendendo 172 368 copie nella prima settimana e divenendo il singolo venduto più velocemente del 2015. In Regno Unito è diventato il brano più ascoltato in streaming in una sola settimana con 2.58 milioni di stream, aggiudicandosi il titolo di singolo con maggior stream in una sola settimana in modo tale da primeggiare su Uptown Funk di Mark Ronson. Il singolo ha esordito alla numero otto nella classifica australiana e ha raggiunto il primo posto nella quarta settimana.

## Classifiche
| Classifica (2014) | Posizione massima |
| ----------------- | ----------------- |
| Australia         | 1                 |
| Austria           | 1                 |
| Belgio (Fiandre)  | 2                 |
| Belgio (Vallonia) | 3                 |
| Bulgaria          | 1                 |
| Canada            | 3                 |
| Danimarca         | 1                 |
| Finlandia         | 1                 |
| Francia           | 5                 |
| Germania          | 1                 |
| Irlanda           | 1                 |
| Italia            | 1                 |
| Norvegia          | 1                 |
| Nuova Zelanda     | 1                 |
| Paesi Bassi       | 2                 |
| Regno Unito       | 1                 |
| Spagna            | 1                 |
| Stati Uniti       | 2                 |
| Svezia            | 1                 |
| Svizzera          | 1                 |